# Cmentarz żydowski w Nowem nad Wisłą
Cmentarz żydowski w Nowem nad Wisłą – cmentarz żydowski w mieście Nowe został założony w XIX wieku. Mieścił się przy ulicy Garbuzy. W czasie okupacji hitlerowskiej został całkowicie zniszczony. Obecnie teren cmentarza to zieleń miejska.